# Wakefield-241st Street
Wakefield-241st Street è una stazione della metropolitana di New York, capolinea settentrionale della linea IRT White Plains Road. Nel 2015 è stata utilizzata da 1 654 707 passeggeri.
È servita dalla linea 2 Seventh Avenue Express, sempre attiva.